# Marathyssa ventilator
Marathyssa ventilator är en fjärilsart som beskrevs av Augustus Radcliffe Grote 1872. Marathyssa ventilator ingår i släktet Marathyssa och familjen nattflyn. Inga underarter finns listade i Catalogue of Life.